# Ḩājjī Bakhtīār
Ḩājjī Bakhtīār (persiska: اِمامزادِه حاجّی بَختيار, حاجّی بختیار, Emāmzādeh Ḩājjī Bakhtīār) är en ort i Iran.   Den ligger i provinsen Ilam, i den västra delen av landet, 500 km väster om huvudstaden Teheran. Ḩājjī Bakhtīār ligger 1 099 meter över havet och antalet invånare är 114.
Terrängen runt Ḩājjī Bakhtīār är lite bergig.Runt Ḩājjī Bakhtīār är det ganska tätbefolkat, med 149 invånare per kvadratkilometer. Närmaste större samhälle är Eyvān, 14,9 km öster om Ḩājjī Bakhtīār. Trakten runt Ḩājjī Bakhtīār består till största delen av jordbruksmark.